# Джон Харт
Джон Харт (на английски: John Hart) е американски писател на произведения трилър и криминален роман.

## Биография и творчество
Джон Харт е роден през 1965 г. в Дърам, Северна Каролина, САЩ. Баща му е хирург, а майка му е учителка по френски език. Малко след раждането му семейството се установява в голяма ферма в окръг Роуън, впечатленията от който ползва в произведенията си.
През 1988 г. получава бакалавърска степен по френска филология от Дейвидсън Колидж и магистърска степен по счетоводство от Университета на Северна Каролина в Чапъл Хил. Получава диплома по право от Правния център „Франклин Пиърс“ в Конкорд. След дипломирането си работи като барман в Лондон, механик на хеликоптери в Аляска, в банка, като борсов брокер към „Мерил Линч“ в Грийнсбъро, финансов съветник и накрая открива своя собствена адвокатска кантора. По-късно, след раждането на първото му дете, изоставя адвокатската практика и се насочва към мечтата си да бъде писател.
Първият му роман „Кралят на лъжите“ е издаден през 2006 г. Героят, 35-годишният адвокат Джаксън Пикънс, е син на известен и богат адвокат. Животът му се променя драстично, когато баща му е намерен убит, а той е сред заподозрените. Борейки се да докаже невинността си, кариерата, бракът и животът му се разпадат. Романът веднага става бестселър в списъка на „Ню Йорк Таймс“, номиниран е едновременно за най-добър първи роман от пет големи американски криминални асоциации и списания, и го прави известен.
Следващият му роман „Надолу по реката“ от 2007 г. В историята героят трябва отново и отново да доказва своята невинност за подозрения и обвинения в убийство, да открие тайните на миналото, за да си върне живота. Романът получава престижната награда „Едгар“ за най-добър криминален роман.
През 2009 г. е издаден първият му роман „Последното дете“ от поредицата „Джони Меримон“. Тринадесетгодишният Джони Меримон прави отчаяни опити да открие изчезналата си сестра близначка Алиса, намирайки само тъмната страна на града. В едногодишното разследване участва и детектив Клайд Хънт, който губи семейството си и застрашава кариерата си. С изчезването на още едно момиче той ще наруши правилата, защото смята, че изчезналото момиче ще го отведе при Алиса. Романът става бестселър и получава няколко престижни награди – втора награда „Едгар“ за най-добър криминален роман, наградата „Бари“ и наградата „Иън Флеминг“ за най-добър трилър.
Сюжените на романите му се развиват в Северна Каролина, предимно в окръг Роуън. Те са преведени на над 30 езика и са издадени в 70 страни по света. През 2013 г. той получава наградата на Северна Каролина за приноса си към литературата.
Джон Харт живее със семейството си в Шарлотсвил, Вирджиния.

## Произведения

### Самостоятелни романи
- The King of Lies (2006)[1][2][3]
Кралят на лъжите, изд.: ИК „Бард“, София (2007), прев. Елена Кодинова
- Down River (2007) – награда „Едгар“
- Iron House (2011) – награда на Южния алианс на независимите книжари
- Redemption Road (2016)
- The Unwilling (2021)

### Поредица „Джони Меримон“ (Johnny Merrimon)
1. The Last Child (2009) – награда „Едгар“, награда „Иън Флеминг“, награда „Бари“[1][2][3]
2. The Hush (2018)